# BRI3
BRI3 (англ. Brain protein I3) – білок, який кодується однойменним геном, розташованим у людей на 7-й хромосомі. Довжина поліпептидного ланцюга білка становить 125 амінокислот, а молекулярна маса — 13 645.
| 10         |  | 20         |  | 30         |  | 40         |  | 50         |
| ---------- |  | ---------- |  | ---------- |  | ---------- |  | ---------- |
| MDHKPLLQER |  | PPAYNLEAGQ |  | GDYACGPHGY |  | GAIPAAPPPP |  | PYPYLVTGIP |
| THHPRVYNIH |  | SRTVTRYPAN |  | SIVVVGGCPV |  | CRVGVLEDCF |  | TFLGIFLAII |
| LFPFGFICCF |  | ALRKRRCPNC |  | GATFA      |  |            |  |            |

A: Аланін

C: Цистеїн

D: Аспарагінова кислота

E: Глутамінова кислота

F: Фенілаланін

G: Гліцин

H: Гістидин

I: Ізолейцин

K: Лізин

L: Лейцин

M: Метіонін

N: Аспарагін

P: Пролін

Q: Глутамін

R: Аргінін

S: Серин

T: Треонін

V: Валін

Локалізований у мембрані.